# Corokia
Corokia es un género con diez especies de plantas con flores pertenecientes a la familia de las argofiláceas. Es nativo de Nueva Zelanda y de Australia.

## Descripción
Son arbustos o pequeños árboles con ramas en forma de zigzag. Los tallos de los arbustos son oscuros cuando madura, cubierto de pelos sedosos cuando son jóvenes. En la primavera, se producen racimos de pequeñas flores amarillas en forma de estrella.Las bayas son de color rojo o amarillo. Los arbustos prefiere las zonas rocosas y bosques, el sol o la luz en la sombra, razonablemente bien drenados y con riego moderado.

## Taxonomía
El género fue descrito por Allan Cunningham  y publicado en Annals of Natural History 3: 249. 1839. La especie tipo es: Corokia buddleioides A. Cunn. 

## Especies
- Corokia buddleioides
- Corokia carpodetoides
- Corokia collenettei L.Riley
- Corokia cotoneaster Raoul
- Corokia macrocarpa Kirk
- Corokia × virgata Turrill
- Corokia whiteana L.S.Sm.